# جايسون إينسلي
جايسون إينسلي (بالإنجليزية: Jason Ainsley)‏ هو لاعب كرة قدم بريطاني، ولد في 30 يوليو 1970 في ستوكتون أون تيز ‏ في المملكة المتحدة. لعب مع باليستيير خالسا ونادي بارو ونادي هارتلبول يونايتد.